# Wiesław Sokołowski (major)
Wiesław Sokołowski (ur. 2 listopada 1891 w Złoczowie, zm. wiosną 1940 w Charkowie) – major artylerii Wojska Polskiego, ofiara zbrodni katyńskiej.

## Życiorys
Syn Antoniego i Wandy z Czapelskich urodzony w Złoczowie. 
W czasie I wojny światowej walczył w szeregach cesarskiej i królewskiej Armii. Jego oddziałem macierzystym był c. i k. Pułk Armat Polowych Nr 7, który w 1916 został przemmianowany na Pułk Haubic Polowych Nr 28, a w 1918 na Pułk Artylerii Polowej Nr 128. Na stopień porucznika został mianowany ze starszeństwem z 1 września 1915 w korpusie oficerów rezerwy artylerii polowej i górskiej. Później został przemianowany na oficera zawodowego i mianowany nadporucznikiem ze starszeństwem z 1 listopada 1916 w korpusie oficerów artylerii polowej i górskiej.
W 1918 wziął udział w bitwie o Lwów.
3 maja 1926 został mianowany majorem ze starszeństwem z 1 lipca 1925 roku i 18. lokatą w korpusie oficerów artylerii. W styczniu 1928 został przeniesiony z Doświadczalnego Centrum Wyszkolenia w Rembertowie do 1 Pułku Artylerii Przeciwlotniczej w Warszawie na stanowisko dowódcy I dywizjonu. Z dniem 7 stycznia 1930 został przydzielony na trzymiesięczny kurs oficerów sztabowych lotnictwa przy Wyższej Szkole Wojennej w Warszawie. W marcu tego roku został przesunięty w macierzystym pułku ze stanowiska dowódcy dywizjonu na stanowisko kwatermistrza. W czerwcu 1933 został przesunięty na stanowisko dowódcy dywizjonu, a w czerwcu następnego roku po raz drugi na stanowisko kwatermistrza. Na tym stanowisku pełnił służbę przez kolejnych pięć lat. W międzyczasie (1938) zajmowane przez niego stanowisko otrzymało nazwę „II zastępca dowódcy pułku”. W sierpniu 1939, w czasie mobilizacji, został wyznaczony na stanowisko dowódcy Ośrodka Zapasowego Artylerii Przeciwlotniczej nr 1.
W czasie kampanii wrześniowej 1939 – po agresji ZSRR na Polskę – w nieznanych okolicznościach dostał się do niewoli sowieckiej. Przebywał w obozie w Starobielsku. Wiosną 1940 został zamordowany w Charkowie przez funkcjonariuszy NKWD i pogrzebany potajemnie w bezimiennej mogile zbiorowej w Piatichatkach, gdzie od 17 czerwca 2000 mieści się oficjalnie Cmentarz Ofiar Totalitaryzmu w Charkowie. Figuruje na Liście Starobielskiej NKWD pod poz. 3174.
5 października 2007 minister obrony narodowej Aleksander Szczygło mianował go pośmiertnie na stopień podpułkownika. Awans został ogłoszony 9 listopada 2007 w Warszawie, w trakcie uroczystości „Katyń Pamiętamy – Uczcijmy Pamięć Bohaterów”.

## Ordery i odznaczenia
- Krzyż Walecznych[21]
- Złoty Krzyż Zasługi (10 listopada 1938)[22][23]
- Medal Niepodległości (9 listopada 1933)[24]
- Medal Pamiątkowy za Wojnę 1918–1921[1]
- Medal Dziesięciolecia Odzyskanej Niepodległości[1]
- Srebrny Medal Zasługi Wojskowej Signum Laudis z mieczami na wstążce Krzyża Zasługi Wojskowej (Austro-Węgry)[25]
- Brązowy Medal Zasługi Wojskowej Signum Laudis z mieczami na wstążce Krzyża Zasługi Wojskowej (Austro-Węgry)[25]
- Srebrny Medal Waleczności 1 klasy (Austro-Węgry)[25]
- Krzyż Wojskowy Karola (Austro-Węgry)[25]